# Raadhuis van Wateringen
Het voormalige raadhuis van Wateringen is gelegen aan het Plein in de plaats Wateringen in de Nederlandse gemeente Westland. Het werd in 1938 gebouwd naar een ontwerp van A.J. Kropholler. In 1993 werd het gemeentehuis aan de Dorpskade in gebruik genomen. Het gebouw, nu in gebruik als notariskantoor en restaurant, is een rijksmonument.